# Bainit
Bainit (benannt nach dem US-amerikanischen Metallurgen Edgar C. Bain) ist ein Gefüge, das bei der Wärmebehandlung von kohlenstoffhaltigem Stahl durch isotherme Umwandlung oder kontinuierliche Abkühlung entstehen kann.
Synonym zu Bainit wird im deutschen Sprachraum auch der Begriff Zwischenstufengefüge verwendet. Es bildet sich bei Temperaturen und Abkühlgeschwindigkeiten, die zwischen denen für die Perlit- bzw. Martensitbildung liegen. Anders als bei der Bildung von Martensit sind hier Umklappvorgänge im Kristallgitter und Diffusionsvorgänge gekoppelt, dadurch werden verschiedene Umwandlungsmechanismen möglich. Aufgrund der Abhängigkeit von Abkühlungsgeschwindigkeit, Kohlenstoffgehalt, Legierungselementen und der daraus resultierenden Bildungstemperatur besitzt der Bainit kein charakteristisches Gefüge. Bainit besteht, ebenso wie Perlit, aus den Phasen Ferrit und Zementit (Fe3C), unterscheidet sich aber vom Perlit in Form, Größe und Verteilung. Grundsätzlich wird in zwei Hauptgefügeformen unterschieden, dem oberen Bainit (auch körniger Bainit) und dem unteren Bainit.
Bainitisieren oder auch isothermisches Umwandeln in der Bainitstufe ist ein Austenitisieren mit anschließendem Abschrecken auf Temperaturen oberhalb der Martensitstarttemperatur Ms. Die Abkühlgeschwindigkeit muss dabei so gewählt werden, dass keine Umwandlung in der Perlitstufe stattfinden kann. Beim Halten auf der Temperatur oberhalb Ms wandelt sich der Austenit so vollständig wie möglich zu Bainit um.
Durch eine langsame Umklappung des Austenits entstehen, von den Korngrenzen oder Störstellen ausgehend, stark an Kohlenstoff übersättigte Ferrit-Kristalle mit kubisch-raumzentriertem Kristallgitter (krz-Gitter). Der Kohlenstoff scheidet sich beim unteren Bainit aufgrund der höheren Diffusionsgeschwindigkeit im krz-Gitter in Form kugeliger oder ellipsoider Zementitkristalle innerhalb des Ferritkorns aus. Beim oberen Bainit kann der Kohlenstoff in den Austenitbereich eindiffundieren und dort Carbide bilden.
Der obere Bainit entsteht im oberen Temperaturbereich der Bainitbildung, er hat ein nadelförmiges Gefüge, das sehr stark an Martensit erinnert. Durch die günstigen Bedingungen für die Diffusion diffundiert der Kohlenstoff an die Korngrenzen der Ferritnadeln. Es entstehen hier unregelmäßige und unterbrochene Zementitkristalle. Wegen der regellosen Verteilung hat das Gefüge oft ein körniges Aussehen.
Bei nicht ausreichender metallografischer Analyse kann das Gefüge leicht mit Perlit oder auch dem Widmanstätten-Gefüge verwechselt werden.
Der untere Bainit entsteht bei isothermer und kontinuierlicher Abkühlung im unteren Temperaturbereich der Bainitbildung. Durch die Ferritbildung reichert sich der Austenit an Kohlenstoff an, bei weiterer Abkühlung wandeln sich die Austenitbereiche in Ferrit, Zementit, nadeligen Bainit und Martensit um.
Durch das Bainitisieren werden Eigenspannungen vermindert und die Zähigkeit erhöht, so dass sich dieses Verfahren für rissempfindliche Stähle und kompliziert geformte Bauteile anbietet.

Die schematische Darstellung der temperatur- und zeitabhängigen Umwandlungsbereiche (hier für die Herstellung von Bainitischem Gusseisen mit Kugelgraphit) zeigt auch den Bereich der Bainitbildung:
(1) Abschrecken auf Martensit
(2) Zwischenstufenvergüten
(3) Abkühlen auf Bainit
(4) Perlitbereich
(5) Bainitbereich

## Bainitmorphologien

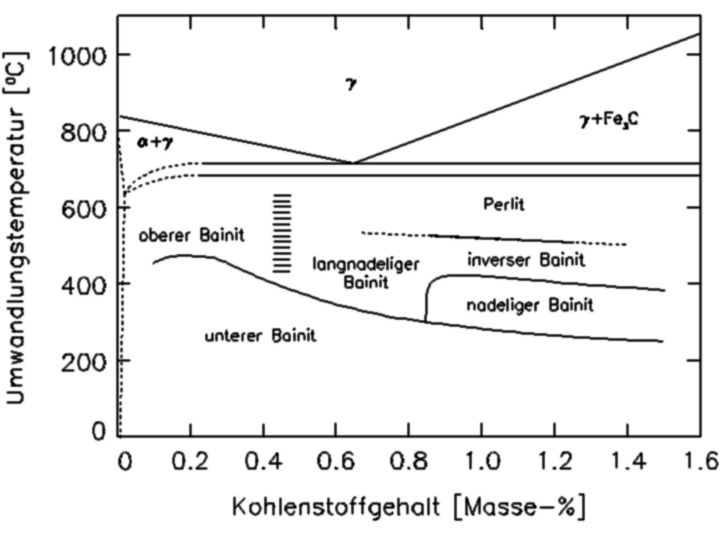
Bild 1: Bainitmorphologien

Bainit ist ein Gefüge, das aus Austenit bei Temperaturen unterhalb der Perlitbildung bis hin zur Martensitbildung sowohl isotherm als auch bei kontinuierlicher Abkühlung entsteht. Man unterscheidet oberen und unteren Bainit. Oberer Bainit besteht aus nadelförmigem Ferrit, der in Paketen angeordnet ist. Zwischen den einzelnen Ferritnadeln liegen mehr oder weniger kontinuierliche Filme aus Carbiden parallel zur Nadelachse vor. Unterer Bainit besteht dagegen aus Ferritplatten, innerhalb derer sich die Carbide unter einem Winkel von 60° zur Nadelachse bilden. Unter bestimmten Umwandlungsbedingungen können auch andere Bainitmorphologien wie inverser, granularer oder langnadeliger Bainit entstehen, wie es Bild 1 (Bainitmorphologien) verdeutlicht.

## Definitionen des Bainit
Zurzeit finden sich in der Literatur drei verschiedene Definitionen für Bainit, die zu erheblichen Missverständnissen führen. Man unterscheidet
- die mikrostrukturelle Definition,
- die kinetische Definition und
- die Oberflächenreliefdefinition,

die an spezielle Phänomene der Phasenumwandlung anknüpfen, so dass über ihre generelle Gültigkeit oder Nichtgültigkeit nicht ohne weiteres entschieden werden kann.

### Die mikrostrukturelle Definition
Danach wird bei Eisenbasiswerkstoffen Bainit als nichtlamellares Produkt des eutektoiden Zerfalls aus Ferrit und Carbid bestehend angesehen. Die beiden Produktphasen bilden sich diffusionskontrolliert zeitlich nacheinander, wobei die Carbide sich entweder im zuerst gebildeten Ferrit oder an dessen Grenzfläche ausscheiden. Fehlt die Ausscheidung der zweiten Phase aus thermodynamischen oder kinetischen Gründen, wie es bei der Umwandlung siliziumhaltiger Stähle möglich ist, so dürfte man nach dieser Definition eigentlich nicht mehr von Bainit sprechen. Die getroffenen Festlegungen erlauben dagegen, auch bei Nichteisenmetallen von bainitischen Umwandlungen zu sprechen.

### Die kinetische Definition
Diese Definition geht davon aus, dass im isothermen und im kontinuierlichen ZTU-Diagramm für Beginn und Ende der Bainitumwandlung von denen der Perlitumwandlung unterscheidbare Kurven auftreten und somit eine eigene Bildungskinetik des Bainits existiert. Die Bainitumwandlung soll durch einen umwandlungsträgen Bereich, dessen Ausdehnung stark von Legierungselementen beeinflusst wird, von der Perlitumwandlung getrennt sein. Da bei einigen Stählen sich trotz des Fehlens des umwandlungsträgen Bereiches Bainit nachweisen lässt, erweist sich diese Definition als ungeeignet.

### Die Oberflächenreliefdefinition
Die Verwandtschaft der bainitischen Umwandlung mit der martensitischen zeigt sich im Auftreten eines Oberflächenreliefs. Das ist damit verträglich, Bainit als plattenförmige Phase anzusehen, die oberhalb der Martensitstarttemperatur Ms durch Scherung aus dem Austenitgitter entsteht. Die Umwandlung geschieht durch einen koordinierten, nicht thermisch aktivierten Atomtransfer über die sich bewegende Phasengrenzfläche. Die Kinetik der Umwandlung wird durch die Diffusion von Interstitionsatomen im Austenit bestimmt, die sowohl vor als auch nach der Scherung erfolgen kann. Diese Oberflächenreliefdefinition ist die zurzeit gebräuchlichste Bainitfestlegung.

## Keimbildung

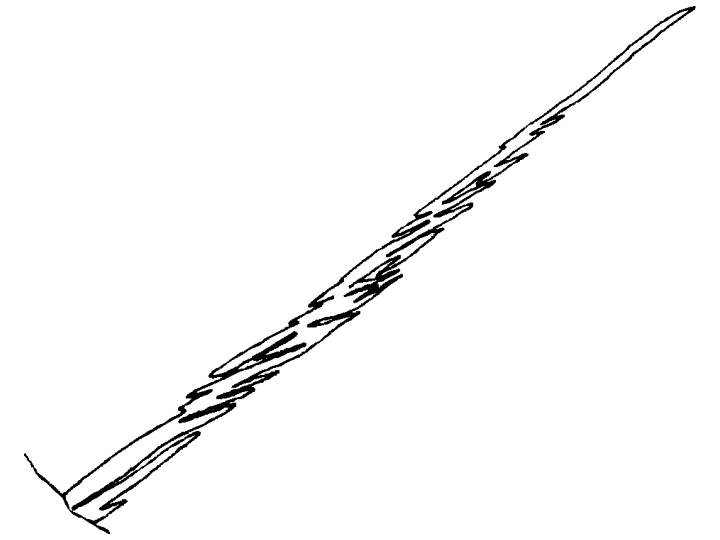
Bild 2: Unterteilung einer Bainitnadel in Untereinheiten

Bainitnadeln (Sheaves) sind langgestreckte Platten, deren dickere Enden an Korngrenzen beginnen. Sie umfassen ferritische Untereinheiten (Subunits), die mehr oder weniger komplett, wie in Bild 2 angedeutet, durch Carbide oder Restaustenit voneinander getrennt sind. Die aneinanderstoßenden Untereinheiten sind durch Kleinwinkelkorngrenzen voneinander getrennt und zeigen ihrerseits eine längliche Latten- oder Plattenform, wie sie nach Nabarro für in einem Spannungsfeld gebildete Phasen am günstigsten ist (siehe auch die elektronenmikroskopische Darstellung in Bild 3). Man ist sich zurzeit darüber einig, dass in unlegierten untereutektoiden und siliziumhaltigen übereutektoiden Stählen die Bildung des unteren und des oberen Bainits mit einem kohlenstoffübersättigten Ferritkeim beginnt (siehe dazu auch Keimbildung). Lediglich in siliziumfreien unlegierten übereutektoiden Stählen kann bei höheren Umwandlungstemperaturen auch Zementit die zuerst gebildete Phase sein. Man spricht dann von inversem Bainit.
Die Ferritkeimbildung des Bainits erfolgt meist an den Austenitkorngrenzen aufgrund thermischer Gitterschwingungen durch eine kooperative Gitterscherung und seltener an anderen Gitterstörungen. Nach Überschreiten eines kritischen Radius wird der Keim wachstumsfähig und bildet eine Untereinheit (Subunit). An den Grenzflächen des ersten Bainitkeims bilden sich neue Keimstellen (sympathetische Keimbildung). Eine Keimbildung im Austenit ist trotz des dort erhöhten Kohlenstoffgehaltes möglich, da eine hochenergetische α-γ-Grenzfläche durch eine niederenergetische α-α-Grenzfläche ersetzt wird, so dass damit die notwendige Energie zur Keimbildung zur Verfügung steht. Die Keimbildungsgeschwindigkeit wächst mit steigender Unterkühlung unter die Gleichgewichtstemperatur. Dafür werden die Untereinheiten kleiner und zahlreicher, weil das Wachstum der Untereinheiten stoppt, sobald neue an ihren Phasengrenzen keimen. Die Größe der Untereinheiten ist unabhängig von der Austenitkorngröße und der Bainitnadelgröße. Letztere wird von den Austenitkorngrenzen und schon vorhandenen Nadeln begrenzt. Dem gegenüber gehen Olson, Bhadeshia und Cohen in einer neueren Arbeit davon aus, dass die Keimbildung des Bainits wie die des Martensits auf dem Vorhandensein von präformierten Keimen beruht. Es werden wachstumsfähige Embryonen kritischer Größe angenommen, so dass das Problem der Keimbildung auf den Beginn des Keimwachstums reduziert wird. Die sympathetische Keimbildung wird damit erklärt, dass es durch die wachsenden Bainitnadeln zu Anpassungsverformungen im Austenit mit Versetzungsanordnungen in der Nähe der wachsenden Nadel kommt, die präformierten Keimen entsprechen.

## Keimwachstum

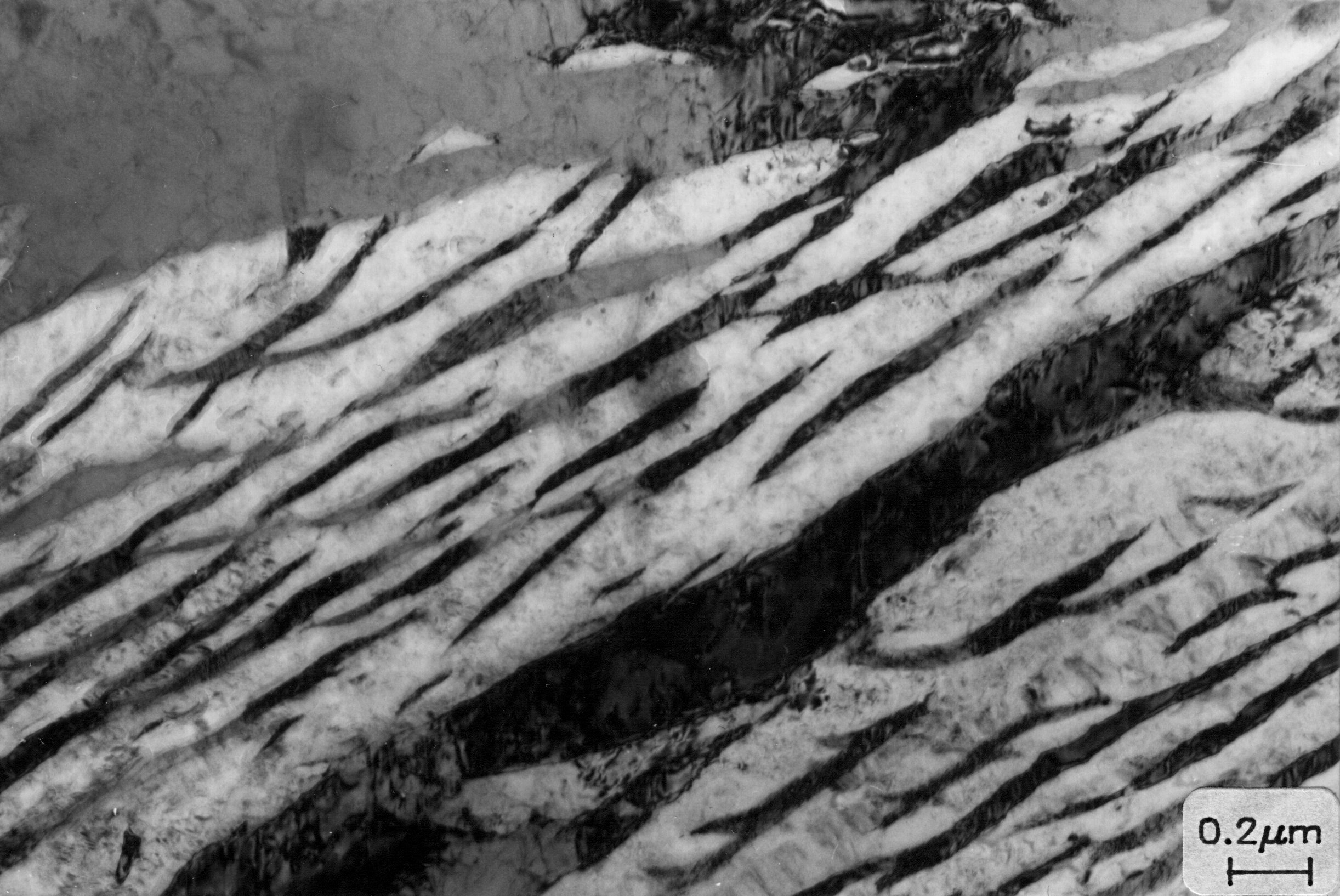
Bild 3: Gefüge von 80 Si 13 nach 2 h Umwandlung bei T_{u}=350 °C (21.000 x)

Im Temperaturbereich der bainitischen Umwandlung findet praktisch keine Diffusion der Matrixatome statt, während gleichzeitig eine hohe Diffusionsfähigkeit der Kohlenstoff- und Stickstoffatome gegeben ist. Die Phasengrenzfläche zwischen Austenit und Ferrit ist teilkohärent und kann als aus Grenzflächenversetzungen aufgebaut angesehen werden. Die Umwandlung geschieht durch thermisch aktiviertes Gleiten dieser Grenzfläche durch das Atomgitter, wobei größere Bewegungen der Matrixatome ohne Platzwechselvorgänge erfolgen. Diese scherungsbedingte, martensitähnliche Umwandlung ist durch die Diffusion der Interstitionsatome kontrolliert, die im Vergleich zur Geschwindigkeit einer gleitenden Grenzfläche langsam abläuft.
Bhadeshia betrachtet die gekoppelten Vorgänge der Kohlenstoffdiffusion und der Gitterscherung im Zusammenhang mit der thermisch aktivierten Bewegung der Umwandlungsfront. Während der Wartezeit der Umwandlungsfront vor einem Hindernis bis zum nächsten aktivierenden Ereignis können Diffusionsvorgänge ablaufen, die die freie Enthalpie der Produktphasen absenken und damit die treibende Kraft für die Grenzflächenbewegung erhöhen. Nach Überwindung des Hindernisses läuft die Umwandlungsfront dann wieder frei, ohne Behinderung durch Diffusionsprozesse, bis sie auf das nächste Hindernis trifft.
Dieser Vorstellung steht ein Diffusionsmodell gegenüber, in dem das Wachsen des bainitischen Ferrits der diffusionskontrollierten Bewegung von Stufen (Ledges)in der α-γ-Grenzfläche zugeschrieben wird, also dem gleichen Mechanismus, der auch im Zusammenhang mit der Bildung des voreutektoiden Ferrits mit Widmanstätten-Struktur diskutiert wird. Sandvik stellt jedoch fest, dass die im verformten Austenit auftretenden Verformungszwillinge von wachsenden Bainitnadeln überlaufen werden und sich als Gitterstörungen im Ferrit wiederfinden. Eine Umwandlung durch diffusionskontrollierte Bewegung von Stufen müsste aber an Zwillingsgrenzen stoppen, da dort die notwendige Gitterkohärenz gestört ist. Auch die Übernahme des Gitterfehlers in den Ferrit widerspricht einer diffusionskontrollierten Umwandlung. Wichtig ist nach dem von Dahmen geführten Nachweis, dass ein Oberflächenrelief auch durch eine diffusionskontrollierte Umwandlung entstehen kann und damit kein eindeutiges Anzeichen einer scherungskontrollierten Umwandlung ist.

## Thermodynamik
Die treibende Kraft einer Umwandlung ist durch die Differenz der freien Enthalpien der Ausgangsphasen und der Produktphasen gegeben. Dabei müssen sich nicht unbedingt die Gleichgewichtsphasen einstellen, die die größte Differenz der freien Enthalpie zu den Ausgangsphasen besitzen. Sowohl die martensitische als auch die bainitische Umwandlung führen zu einem metastabilen Zustand. Diese Zustände liegen mit ihrem Energieinhalt über dem Gleichgewichtszustand in einem relativen Minimum und können sich unter bestimmten Voraussetzungen unter Energieabgabe in Richtung Gleichgewicht verschieben. Solche metastabilen Zustände können bei der bainitischen Umwandlung zum Beispiel durch kohlenstoffreichen Ferrit im Gleichgewicht mit ε-Carbid erreicht werden. Auch das Auftreten von Konzentrationsgradienten, durch die die Unterschiede der freien Enthalpie innerhalb der Phasen sehr verschieden sein können, führen zu metastabilen Zuständen.

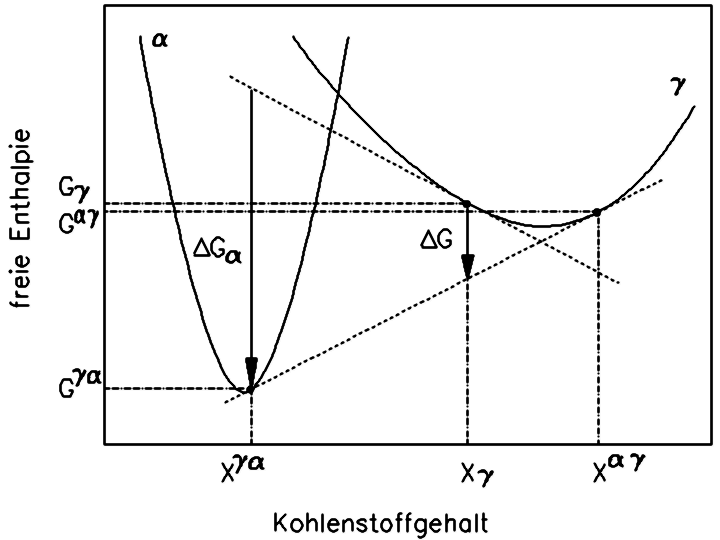
Bild 4: Freie Enthalpie der Alpha-Gamma-Umwandlung im Gleichgewicht

Bild 4 zeigt die Abhängigkeit der freien Enthalpie der Phasen α und γ von ihrem Kohlenstoffgehalt. Eine Gleichgewichtsreaktion von γ mit der Kohlenstoffkonzentration Xγ erfolgt zu α mit der Kohlenstoffkonzentration Xγα und γ mit der Kohlenstoffkonzentration Xαγ. Die beiden Gleichgewichtskonzentrationen liegen auf einer Tangente mit der Gleichung
{\displaystyle \Delta G(X)=G^{\gamma \alpha }+(X-X^{\gamma \alpha }){\frac {G^{\alpha \gamma }-G^{\gamma \alpha }}{X^{\alpha \gamma }-X^{\gamma \alpha }}},}
die sowohl an der α- als auch an der γ-Parabel anliegt.
Um die Gleichgewichtskonzentration von Xγα in α bzw. Xαγ in γ zu erreichen, ist eine starke Kohlenstoffdiffusion notwendig. Dabei sinkt die freie Enthalpie der γ-Phase etwas von Gγ auf Gαγ, während die freie Enthalpie eines in α umgewandelten Volumenelements stark auf Gγα erniedrigt wird. Das Gesamtsystem senkt dabei seine freie Enthalpie um den Betrag ΔG ab. Die Triebkraft für die Umwandlung ist durch ΔGα gegeben.
Bei veränderten Umwandlungsbedingungen kann unter der Voraussetzung einer hinreichenden Triebkraft eine Nichtgleichgewichtsreaktion ablaufen, bei der in den Produktphasen von Xγα bzw. Xαγ verschiedene Kohlenstoffkonzentrationen eingestellt werden. In Bild 5 ist angenommen, dass Austenit mit Konzentration Xγ in Ferrit mit der Konzentration Xα > Xγα umwandelt. Erfolgte die Umwandlung rein diffusionskontrolliert, so würde die Triebkraft ΔGα allein durch die Bewegung des Diffusionsfeldes vor der Umwandlungsfront dissipiert werden (ΔG = ΔGα), an der sich dann die Konzentration Xm < Xαγ einstellen würde. Wird aber ein Anteil ΔGs für die Bewegung der Phasengrenzfläche und den scherungsbedingten, kooperativen Atomtransfer über die sich bewegende Grenzfläche benötigt, so stellt sich dort die Konzentration Xi < Xm ein.

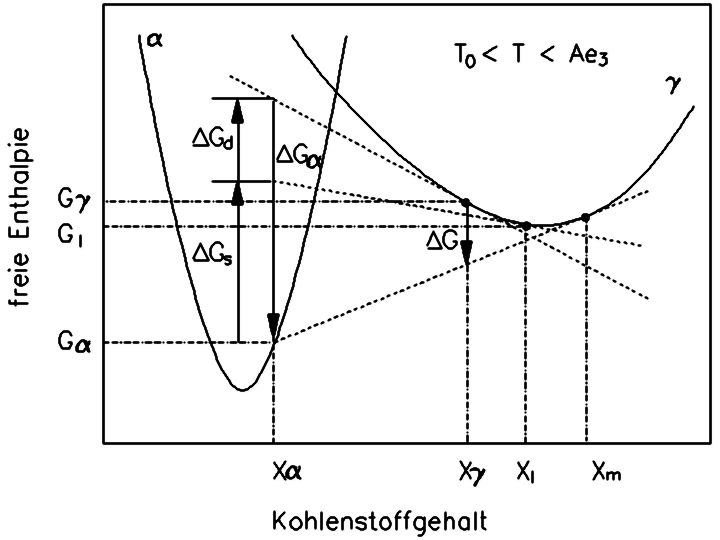
Bild 5: Aufteilung der freien Enthalpie in scherungs- und diffusionsbedingten Anteil

Die Aufteilung von ΔGα in ΔGd und ΔGs ergibt sich aus der Bedingung, dass die Diffusion mit der gleichen Geschwindigkeit wie die Scherung ablaufen muss. Durch diese Koppelung von Diffusion und Scherung bilden sich die Kohlenstoffkonzentrationen dynamisch vor der sich bewegenden Grenzfläche aus, wie Bild 14 zeigt. Die höchste Kohlenstoffkonzentration des Austenits Xi stellt sich in der Grenzfläche ein. Der Kohlenstoff diffundiert von dort in den Austenit ab, wodurch der Kohlenstoffgehalt des Austenits Xγ steigt (gestrichelte Kurve in Bild 14). Nähert sich Xγ an den Wert Xm, so wird eine weitere Reaktion unmöglich, da keine Enthalpieabsenkung des Gesamtsystems ΔG mehr auftritt. Die bainitische Umwandlung hört auf und kann nur durch Absenken von Xγ z. B. durch Carbidbildung oder durch Absenken der Temperatur fortgesetzt werden.

## Restaustenit
Voraussetzung für eine vollständig ablaufende bainitische Umwandlung ist die Carbidbildung aus dem Austenit. Da Carbide große Mengen an Kohlenstoff aufnehmen, stellen sie Kohlenstoffsenken dar, die Kohlenstoff aus dem Austenit absaugen. Kohlenstoffanreicherungen im Austenit, die – wie oben gezeigt – die Umwandlung zum Erliegen bringen würden, sind dann nicht mehr möglich. Wird die Carbidbildung beispielsweise durch Silizium als Legierungselement verhindert oder verzögert, so werden größere Austenitmengen nicht umgewandelt. Sie liegen dann nach dem Abschrecken auf Raumtemperatur ganz oder teilweise als Restaustenit vor. Die Restaustenitmenge ist davon abhängig, wie weit sich die Martensitstarttemperatur im verbliebenen Austenit abgesenkt hat.

## Unterer Bainit

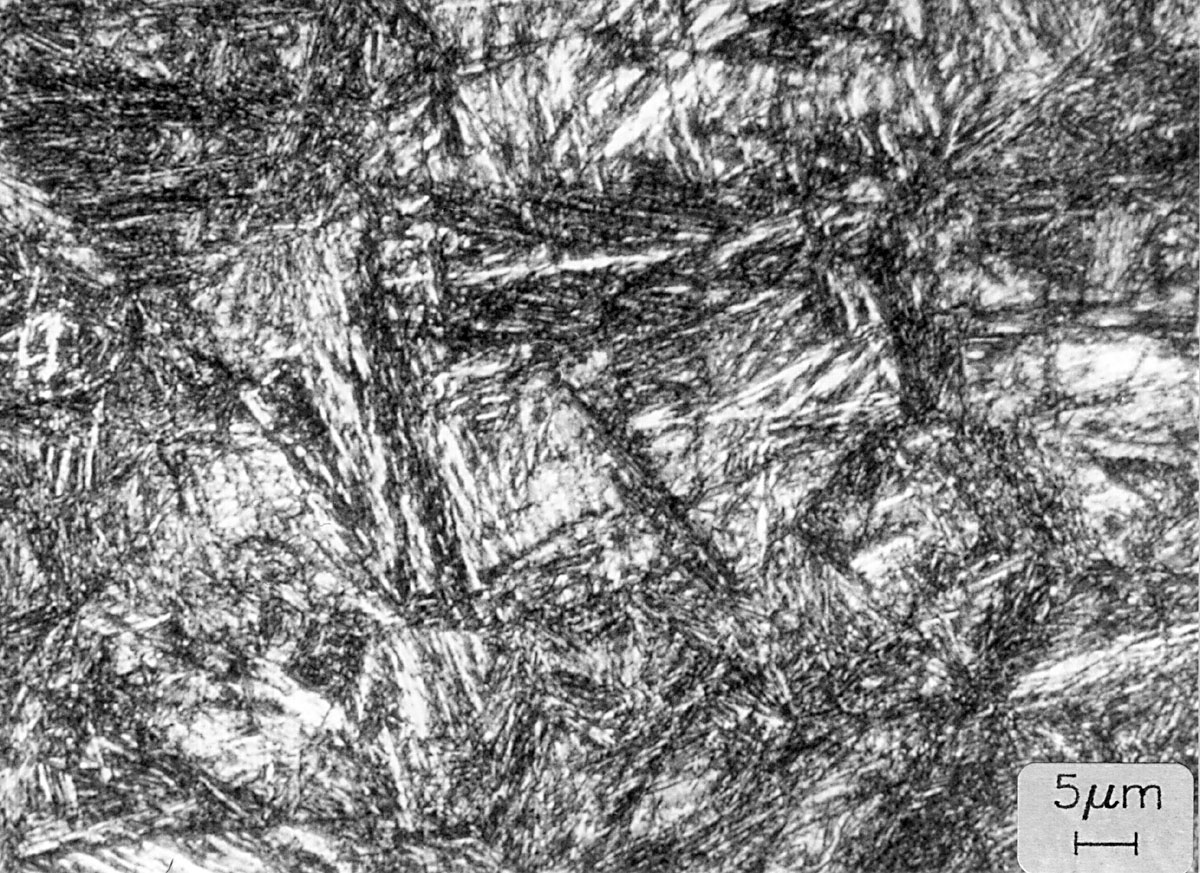
Bild 6: Gefüge von 80Si10 nach 4 h Umwandlung bei T_{u}=250 °C (1200 x)

Der untere Bainit entsteht bei relativ niedrigen Umwandlungstemperaturen von unterhalb der Übergangstemperatur zum oberen Bainit bis unterhalb der Martensitstarttemperatur. Theoretisch kann sich unterer Bainit bis zur Martensitfinishtemperatur bilden. Bild 6 zeigt das Gefüge von unterem Bainit im Siliziumstahl 80Si10.

### Bildungskinetik
Vasudevan, Graham und Axon stellen für die Bainitbildung eine Änderung der Umwandlungskinetik bei Unterschreiten einer Temperatur von 350 °C fest und identifizieren das Umwandlungsprodukt als unteren Bainit. Dieser wächst mit einer Aktivierungsenergie von 14.000 cal/mol (0,61 eV), die im Zusammenhang mit der Kohlenstoffdiffusion im übersättigten Ferrit als geschwindigkeitsbestimmender Prozess diskutiert wird. Wegen des steigenden Kohlenstoffgehaltes nimmt bei sinkenden Umwandlungstemperaturen der Volumensprung bei der α→γ-Umwandlung zu.
Radcliffe und Rollason geben als Aktivierungsenergie für die Bildung des unteren Bainits Werte von 7.500 bis 13.000 cal/mol (0,33 bis 0,56 eV), J. Barford solche von 14.500 bis 16.500 cal/mol (0,63 bis 0,72 eV) an. Dabei wird von einem eigenen Umwandlungsmechanismus für den unteren Bainit ausgegangen.

### Kohlenstoffaufteilung an der Umwandlungsfront

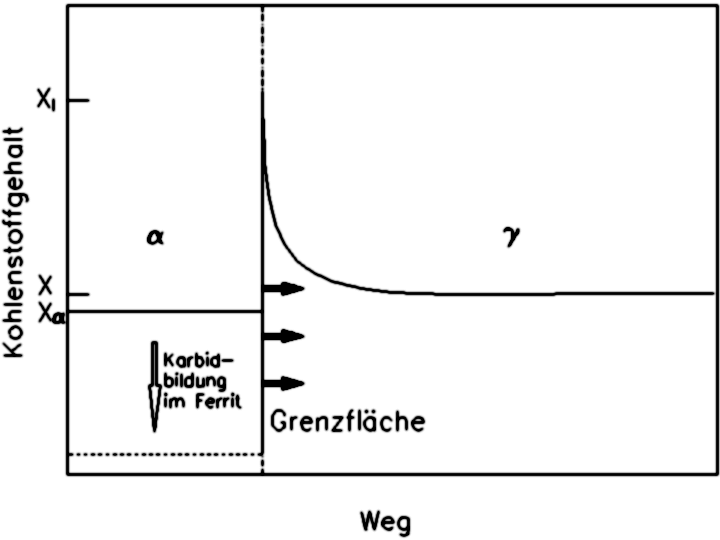
Bild 7: Kohlenstoffgradient in der Nähe der Grenzfläche im unteren Bainit

Bei den niedrigen Umwandlungstemperaturen kann wegen der geringen Diffusionsfähigkeit des Kohlenstoffs im Austenit und den gemessenen hohen Umwandlungsgeschwindigkeiten kein nennenswerter Anteil des Kohlenstoffs vom Ferrit in den Austenit abdiffundieren. Es findet also zunächst eine martensitische Umwandlung des Austenits bei nahezu voller Kohlenstoffübersättigung statt, so dass der Kohlenstoffgehalt des gebildeten Ferrits fast gleich dem des Austenits bleibt. Bild 7 verdeutlicht diesen Sachverhalt. Der hohe Kohlenstoffgehalt im Ferrit kann sich nach der Umwandlung entweder durch Carbidbildung im Ferrit oder durch Abdiffusion in den Restaustenit vermindern.

### Carbidbildung

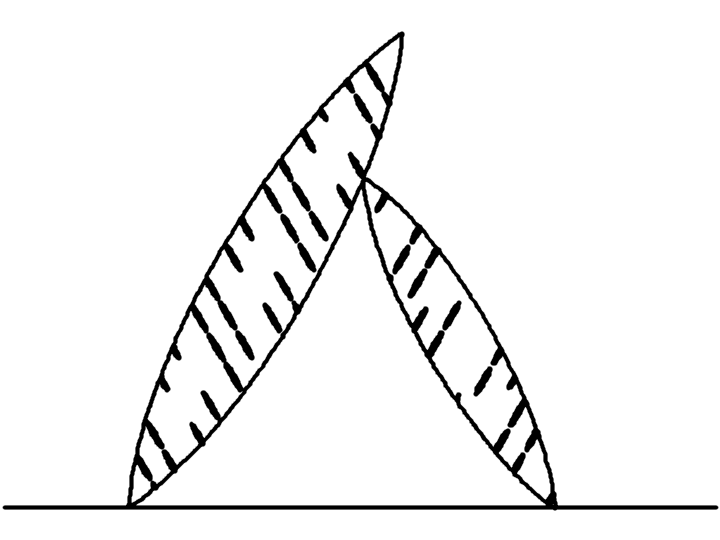
Bild 8: Schematische Darstellung der Carbidanordnung im unteren Bainit

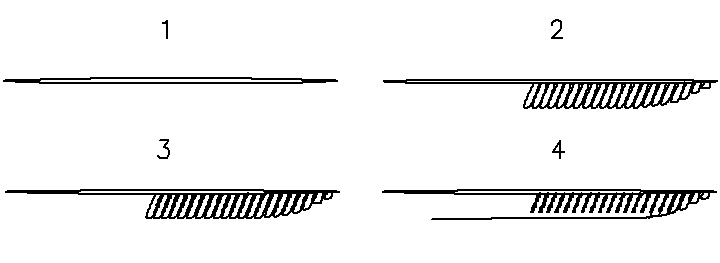
Bild 9: Schematische Darstellung des Bildungsmechanismus des unteren Bainits

Zunächst dachte man daran, dass bei der Bildung des unteren Bainits die Carbide unmittelbar an der Grenzfläche aus dem Austenit so ausgeschieden werden, dass sich die Grenzflächenenergie minimiert. Bhadeshia konnte jedoch nachweisen, dass sich die Carbide während der Umwandlung aus dem Ferrit ausscheiden.
Ähnlich wie beim angelassenen Martensit bilden sich die Carbide im Inneren der Ferritnadeln in gleichen kristallographischen Richtungen mit Winkeln zur Nadelachse von etwa 60° (vgl. Bild 8). Dabei handelt es sich meist zunächst um ε-Carbid (Fe2,4C), das nach längeren Umwandlungszeiten in Zementit übergeht. Die Ausscheidung der Carbide hinter der Umwandlungsfront senkt die Kohlenstoffübersättigung des Ferrits und damit die freie Enthalpie des Gefüges. Die Carbidform entspricht dem Zustand minimaler Verzerrungsenergie. Die Zahl und die feine Verteilung der Carbide sind für die guten mechanischen Eigenschaften des unteren Bainits verantwortlich.
Im Zusammenhang mit der Lage der ausgeschiedenen ε-Carbide in einem Winkel von 60° zur Ferritnadelachse wurde vermutet, dass sich die Ausscheidungen an Verformungszwillingen ausbilden. Es konnte aber keine Korrespondenz zwischen der Orientierung der Carbidausscheidungen und den Zwillingsebenen im Ferrit festgestellt werden. Daher nahm man an, dass die Carbidausscheidung aus energetischen Gründen orientiert erfolgt.
Man wies aber nach, dass durch den wachsenden Ferrit bei der Verformung des Austenits Zwillinge entstehen. Diese Zwillinge im Austenit werden von der Umwandlungsfront geschert und in das krz-Gitter „übergeführt“. An diesen Gitterstörungen bilden sich im weiteren Verlauf der Umwandlung Carbide. So ist es zu erklären, dass die Habitusebene der Carbidausscheidung keiner Zwillingsebene im Ferrit entspricht.
Bei dem von Spanos, Fang und Aaronson entwickelten Mechanismus der Carbidbildung wird, wie in Bild 9 skizziert, von langen Ferritkeimen (1) ausgegangen, an denen im zweiten Schritt durch sympathetische Keimbildung weitere Ferriteinheiten entstehen (2). Der zwischen den Ferriteinheiten eingeschlossene Austenit reichert sich durch Diffusion aus dem Ferrit stark an Kohlenstoff an, bis es zur Carbidbildung aus dem Austenit kommt (3). Im letzten Schritt schließen sich die Lücken um die Carbide, da nunmehr weitere Ferritbildung in den – jetzt an Kohlenstoff verarmten – Austenitbereichen erfolgen kann. Wandernde Kleinwinkelkorngrenzen gleichen vorhandene Orientierungsunterschiede zwischen den Ferriteinheiten aus, so dass ihre ehemaligen Begrenzungen nahezu verschwinden (4).

### Orientierungsbeziehung
Nach Bhadeshia tritt zwischen Austenit und Ferrit des unteren Bainits überwiegend die Kurdjumov-Sachs-Orientierungsbeziehung auf.
(2.6)
{\displaystyle (0{\overline {1}}1)_{\alpha }\|(111)_{\gamma }}
{\displaystyle [1{\overline {1}}{\overline {1}}]_{\alpha }\|[{\overline {1}}10]_{\gamma }}
Gleichzeitig bestehen Orientierungsbeziehungen nach Nishiama-Wassermann.
(2.7)
{\displaystyle (011)_{\alpha }\|(111)_{\gamma }}
{\displaystyle [0{\overline {1}}1]_{\alpha }\|[{\overline {1}}{\overline {1}}2]_{\gamma }}
Die beiden Orientierungsbeziehungen unterscheiden sich nur um etwa 5°. Als Orientierungsbeziehung zwischen Ferrit und Zementit gilt für den unteren Bainit
(2.8)
{\displaystyle (00{\overline {1}})_{Fe_{3}C}\|(112)_{\alpha }}
{\displaystyle [100]_{Fe_{3}C}\|[1{\overline {1}}0]_{\alpha }}
{\displaystyle [010]_{Fe_{3}C}\|[111]_{\alpha }}
In einer neueren Untersuchung findet man dagegen die Orientierungsbeziehung nach Bagaryatski
(2.9)
{\displaystyle [100]_{Fe_{3}C}\|[1{\overline {1}}0]_{\alpha }}
{\displaystyle [010]_{Fe_{3}C}\|[1{\overline {1}}{\overline {1}}]_{\alpha }}
{\displaystyle [001]_{Fe_{3}C}\|[211]_{\alpha }}
erfüllt. Schließlich gelingt es Shackleton und Kelly nicht, für den unteren Bainit eine Orientierungsbeziehung zwischen Zementit und Austenit nachzuweisen. Daraus schließt man, dass der Zementit beim unteren Bainit innerhalb des Ferrits ausgeschieden wird und nicht aus dem Austenit.
Die ε-Carbide weisen nach Dorazil, Podrabsky und Svejcar Orientierungsbeziehungen zum Austenit als auch zum Ferrit auf, die sich durch
{\displaystyle (0001)_{\epsilon }\|(11{\overline {1}})_{\gamma }}
{\displaystyle (01{\overline {1}}0)_{\epsilon }\|(2{\overline {1}}1)_{\gamma }}
{\displaystyle (0001)_{\epsilon }\|({\overline {1}}01)_{\alpha }}
{\displaystyle (0{\overline {1}}10)_{\epsilon }\|(1{\overline {2}}1)_{\alpha }}
beschreiben lassen. Danach kann für das ε-Carbid nicht entschieden werden, ob es aus dem bainitischen Ferrit oder aus dem Austenit ausgeschieden wird.

### Restaustenitstabilisierung
Da bei den Temperaturen im unteren Bainitbereich kaum Kohlenstoffpartitionierung stattfindet, kann die bainitische Reaktion meist vollständig ablaufen, so dass kein oder nur wenig Restaustenit zurückbleibt. Wird die Reaktion jedoch vorzeitig durch Abschrecken abgebrochen, so wandelt sich der noch nicht bainitisch umgewandelte Austenit martensitisch um und es kann je nach Kohlenstoffgehalt und Legierungszusammensetzung Restaustenit zurückbleiben.
Durch Zulegieren von Silizium wird die Carbidbildung im C-übersättigten Ferrit unterdrückt. Der Kohlenstoff diffundiert daher in den noch nicht umgewandelten Austenit und erhöht dort den Kohlenstoffgehalt, bis die bainitische Umwandlung zum Erliegen kommt. Der dann noch nicht umgewandelte Austenit ist so stark mit Kohlenstoff angereichert, dass er auch nach Abschrecken auf Raumtemperatur als Restaustenit vorliegt.

## Übergangstemperatur vom unteren zum oberen Bainit

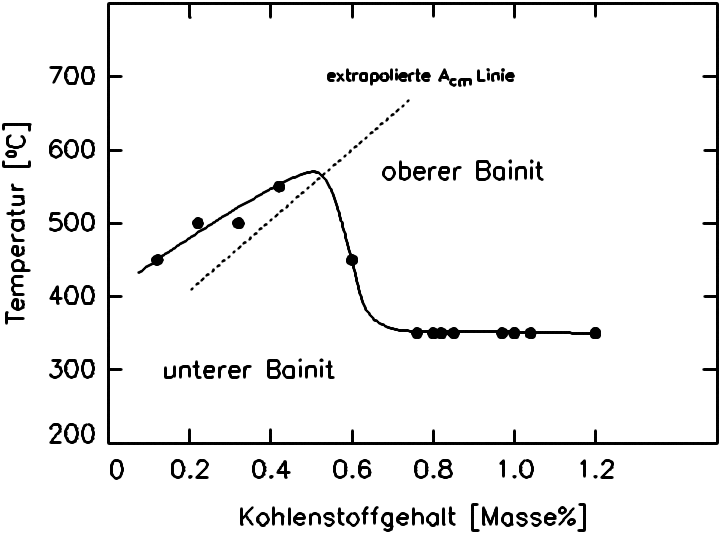
Bild 10: Einfluss des Kohlenstoffgehaltes auf die Übergangstemperatur vom unteren zum oberen Bainit

Ein weiterer umstrittener Aspekt der Bainitbildung ist die Übergangstemperatur vom unteren zum oberen Bainit. Man geht davon aus, dass diese – wie in Bild 10 gezeigt – mit steigenden Kohlenstoffgehalten von 400 °C auf etwa 550 °C bei 0,5 Masse-% C ansteigt. Bei weiter steigenden Kohlenstoffgehalten stellt sich bei gleichbleibender Umwandlungsgeschwindigkeit eine höhere Übersättigung des gebildeten Ferrits ein, so dass der Kohlenstoff immer langsamer in den Austenit abdiffundiert. Entsprechend werden immer höhere Umwandlungstemperaturen für eine hinreichende Kohlenstoffdiffusion in den Austenit benötigt, damit sich dort Carbidausscheidungen bilden können. Überschreitet der Zustand der Legierung die extrapolierte Acm-Linie des Fe-Fe3C-Diagramms, so wird die Legierung quasi übereutektoid und es kommt zur Carbidausscheidung aus dem Austenit, was der Bildung des oberen Bainits entspricht. Deshalb sinkt die Übergangstemperatur oberhalb 0,7 Masse-% C auf 350 °C ab. Unterhalb dieser Temperatur verläuft die Carbidausscheidung aus dem Austenit langsamer als die aus dem Ferrit und es bildet sich unterer Bainit.

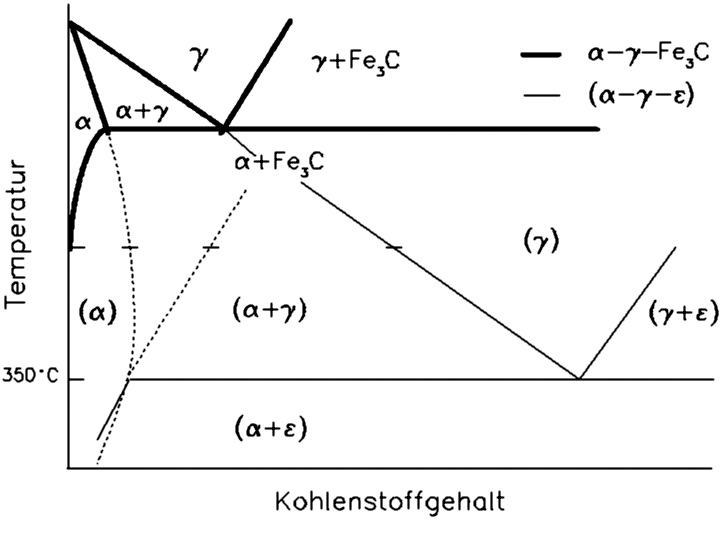
Bild 11: Schematisches Fe-Fe_{3}C-Diagramm mit eingezeichnetem metastabilen Fe-ε-Carbid-Diagramm

Das Ansteigen der Übergangstemperatur für kleine Kohlenstoffgehalte, wie man es beobachtet hat, rührt jedoch von der Definition her, dass die Übergangstemperatur die höchste Temperatur ist, bei der sich noch Carbid aus dem Ferrit ausscheidet. Da sich im Zuge der Bildung des oberen Bainits, besonders nach langen Umwandlungszeiten, wegen der Kohlenstoffanreicherung im Austenit und damit steigenden Übersättigung des Ferrits, durchaus auch Carbid im Ferrit ausscheiden kann, repräsentiert die gefundene Kurve nicht den Übergang der Bildungsmechanismen. Man führt vielmehr den Übergang vom oberen zum unteren Bainit auf das hypothetische Fe-ε-Carbid-Zustandsdiagramm zurück. Bild 11 zeigt, dass sich unter 350 °C Umwandlungstemperatur ε-Carbid aus dem Ferrit ausscheidet. Dementsprechend legt man die Übergangstemperatur konstant bei 350 °C unabhängig vom Kohlenstoffgehalt fest. Die Ausscheidung von ε-Carbid ist nach dieser Theorie der wichtigste Mechanismus der Bildung des unteren Bainits. Das metastabile ε-Carbid wandelt sich dann nach längeren Umwandlungszeiten in stabilen Zementit um.

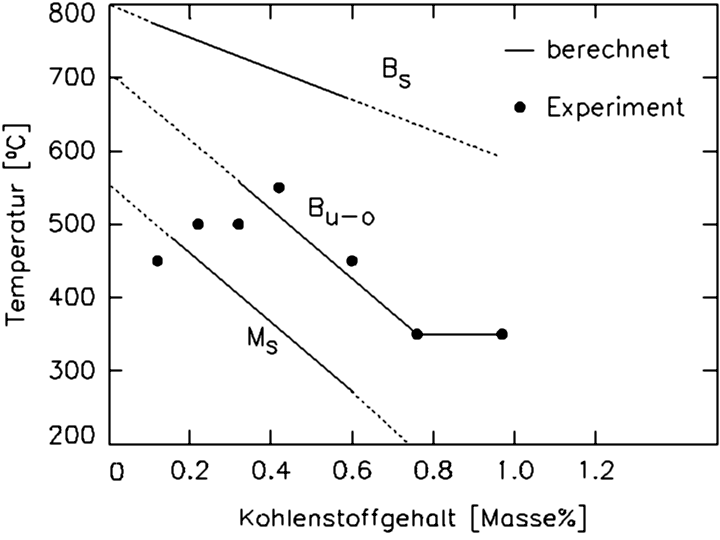
Bild 12: Die Starttemperatur des unteren Bainits in Relation zu Bainit- und Martensitstarttemperatur

Eine weitere Betrachtungsweise der Übergangstemperatur wird wie folgt vorgeschlagen: Man geht davon aus, dass bei Unterschreiten der Übergangstemperatur ein Wechsel des Umwandlungsmechanismus stattfindet, der eine eigene Kinetik und eine eigene Einsatztemperatur besitzt, die sich zwischen der Bainit- und der Martensitstarttemperatur einordnet (vgl. Bild 12). Die Übergangstemperatur steigt wie die beiden anderen Kurven mit sinkendem Kohlenstoffgehalt an, da auch für die Bildung unteren Bainits die erforderliche Triebkraft und damit die Unterkühlung mit dem Kohlenstoffgehalt abnimmt. Das experimentell beobachtete Absinken der Übergangstemperatur bei niedrigen Kohlenstoffgehalten wird hier als Härtbarkeitsproblem bewertet. Der Austenitzerfall beginnt schon nach kürzester Zeit, so dass sich schon beim Abkühlen auf Umwandlungstemperatur oberer Bainit bildet. Erst bei tieferen Umwandlungstemperaturen kühlen die Proben schnell genug ab. Die Ausscheidung von ε-Carbid aus dem übersättigten Ferrit wird als Wettlauf der Ausscheidung gegen die Abdiffusion des Kohlenstoffs in den Austenit dargestellt. Entsprechend reicht nur bei höher kohlenstoffhaltigen Stählen der im Ferrit vorhandene Kohlenstoff zur ε-Carbidbildung aus, was experimentell bestätigt wurde.

## Oberer Bainit

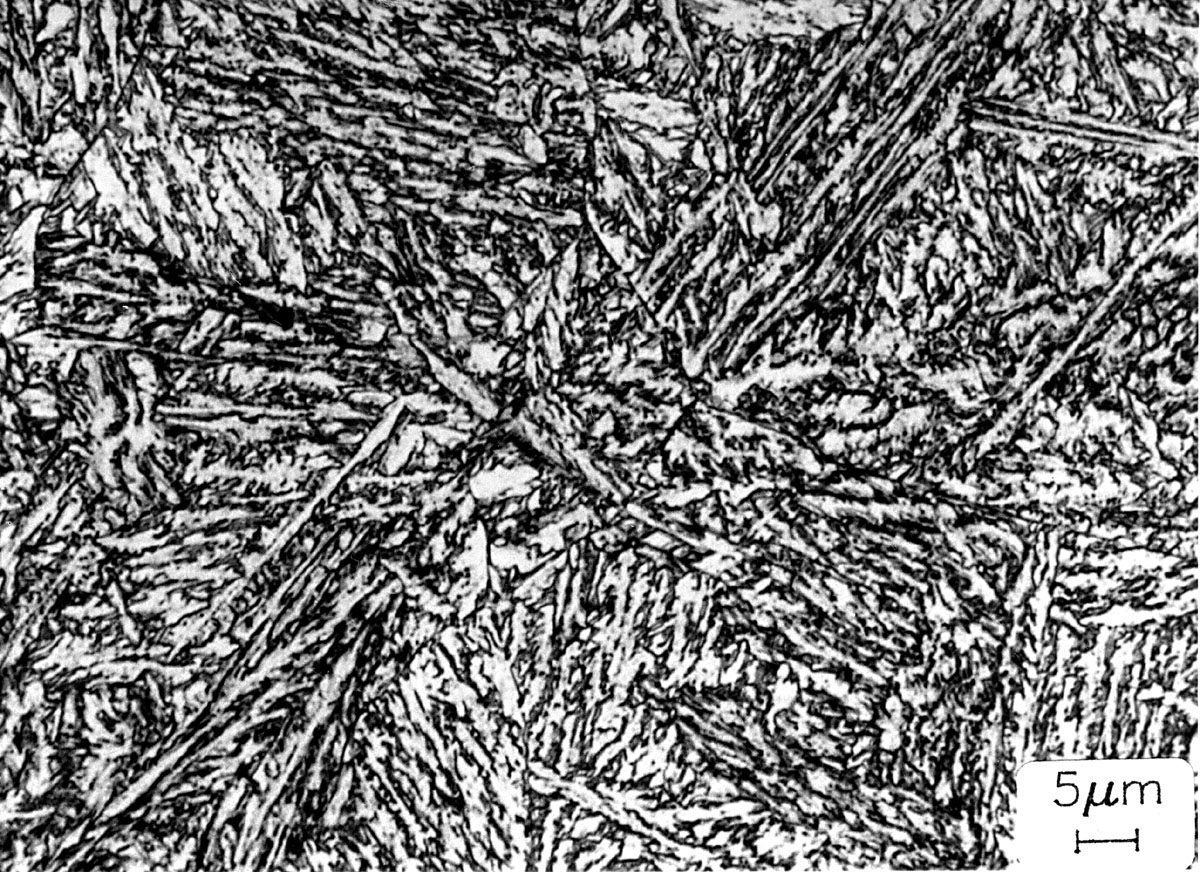
Bild 13: Gefüge von 80Si10 nach 4 h Umwandlung bei T_{u}=450 °C (1200 x)

Bei Umwandlungstemperaturen unterhalb des Bereichs der Perlitbildung und oberhalb des Bereichs der Bildung des unteren Bainits entsteht oberer Bainit. Die Kohlenstoffdiffusion im Austenit ist für diese Phasenumwandlung von entscheidender Bedeutung. Bild 13 zeigt das Gefüge von oberem Bainit im Siliziumstahl 80Si10.

### Bildungskinetik
Im Temperaturbereich zwischen 350 °C und 400 °C findet man für die Umwandlung eine Aktivierungsenergie von 34.000 cal/mol (1,48 eV), die etwa der für die Kohlenstoffdiffusion in γ-Eisen (1,34 eV) entspricht. Oberhalb 350 °C wird im Ferrit ein konstanter Kohlenstoffgehalt von 0,03 % beobachtet, der der Gleichgewichtskonzentration nahekommt. Gleichzeitig wird eine linear mit steigender Umwandlungstemperatur sinkende Längenänderung der Probe beobachtet.
Alternativ findet man für die Aktivierungsenergie der Bildung von oberem Bainit Werte von 18.000 bis 32.000 cal/mol (0,78 bis 1,39 eV) oder solche von 22.000 bis 30.000 cal/mol (0,95 bis 1,30 eV).

### Kohlenstoffaufteilung an der Umwandlungsfront

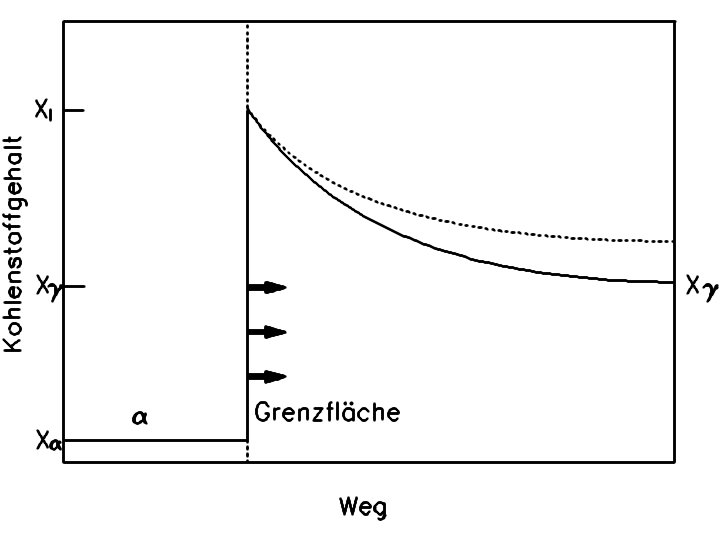
Bild 14: Kohlenstoffgradient in der Nähe der sich bewegenden Phasengrenzfläche bei der bainitischen Umwandlung

Der Ferrit des oberen Bainits enthält einen geringeren Kohlenstoffgehalt als der Austenit, aus dem er entstand, ist aber dennoch übersättigt. Diese Übersättigung vermindert sich mit steigender Umwandlungstemperatur durch die steigende Abdiffusion in den Austenit, der sich durch diesen Mechanismus stark an Kohlenstoff anreichert. Bei tiefen Umwandlungstemperaturen wird in der Nähe der Grenzfläche schnell ein Kohlenstoffgehalt von Xm erreicht (vgl. Bild 14), da die Kohlenstoffdiffusion in den Austenit verzögert abläuft. Die bainitische Reaktion kommt dadurch rasch zum Erliegen und kann nur durch erneute sympathetische Keimbildung weiterlaufen. Damit lässt sich die mit sinkender Umwandlungstemperatur abnehmende Breite und wachsende Anzahl der Bainitaggregate erklären. Die hohe Anreicherung von Kohlenstoff im Austenit wird durch Carbidbildung vermindert. Ist Carbidbildung unmöglich, z. B. durch hohe Si-Gehalte, so verbleiben große Mengen Restaustenit im Gefüge.

### Carbidbildung

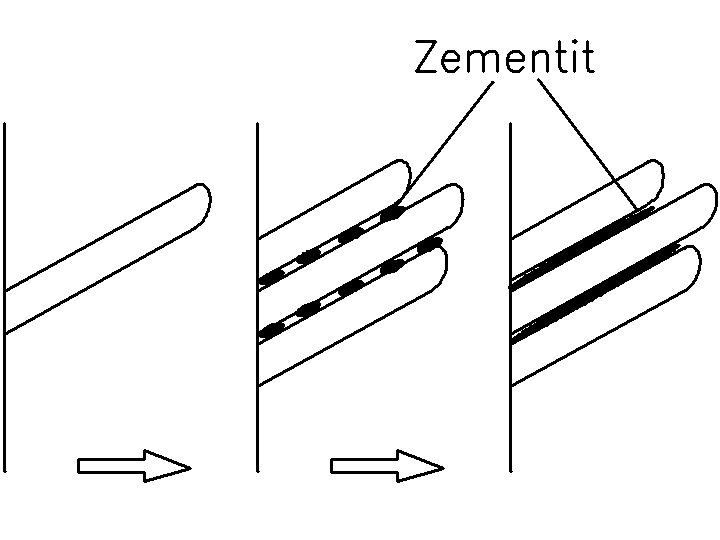
Bild 15: Schematische Darstellung der Carbidausscheidung im oberen Bainit

Wird der Austenit von wachsenden Ferritnadeln eingeschlossen, so reichert er sich so stark an, dass sich Carbide aus dem Austenit ausscheiden können. Es handelt sich dabei immer um Zementit, der direkt aus dem angereicherten Austenit ausgeschieden wird. Die Carbide des oberen Bainits liegen stets in Form mehr oder weniger kontinuierlicher Carbidfilme zwischen den Ferritnadeln vor (vgl. Bild 15). Bei steigendem Kohlenstoffgehalt der Legierung werden die Ferritnadeln dünner, die Carbidfilme diskontinuierlich und treten häufiger auf. Man stellt fest, dass die Keimbildung der Carbide durch die Spannungen, die durch das Einformen der wachsenden Ferritnadeln in den umgebenden Austenit entstehen, erleichtert wird. Aus den Untersuchungen der Orientierungsbeziehung von Carbid, Austenit und Ferrit schließt man, dass die Carbide im oberen Bainit ebenfalls durch eine Gitterscherung entstehen. Dieser Theorie widerspricht Aaronson und zeigt, dass sowohl die Bildung des bainitischen Ferrits als auch der Carbide mit einer diffusionskontrollierten Umwandlung zu erklären sind.

### Orientierungsbeziehung
Man beobachtet zwischen Austenit und Ferrit des oberen Bainits die Orientierungsbeziehung nach Nishiyama-Wassermann, die auch beim unteren Bainit gültig ist. Im Rahmen der Genauigkeit der erzeugten Beugungsbilder kann ebenfalls die Kurdjumov-Sachs-Beziehung gültig sein. Für die Orientierung zwischen Zementit und Austenit schlägt Pitsch die Beziehung
{\displaystyle (010)_{Fe_{3}C}\|(110)_{\gamma }}
{\displaystyle [001]_{Fe_{3}C}\|[{\overline {2}}25]_{\gamma }}
{\displaystyle [100]_{Fe_{3}C}\|[5{\overline {5}}4]_{\gamma }}
Pickering dagegen
{\displaystyle (010)_{Fe_{3}C}\|(110)_{\gamma }}
{\displaystyle [001]_{Fe_{3}C}\|[{\overline {1}}12]_{\gamma }}
{\displaystyle [100]_{Fe_{3}C}\|[1{\overline {1}}1]_{\gamma }}
vor.
Nach Pickering werden keine Orientierungsbeziehungen zwischen Ferrit und Zementit beobachtet, woraus er schließt, dass sich der Zementit nicht aus dem Ferrit, sondern aus dem Austenit ausscheidet.

### Restaustenitstabilisierung
Reichert sich der Austenit stark mit Kohlenstoff an, so kann, falls die Anreicherung nicht durch Bildung von Carbiden verringert wird, die Bainitbildung zum Erliegen kommen. Dieses Phänomen wird im Rahmen der kinetischen Definition des Bainits als „Phänomen der unvollständigen Umwandlung“ bezeichnet. Im Temperaturbereich dieser unvollständigen Umwandlung ist die Keimbildung des Zementits behindert. Das kann durch Zugabe von Chrom oder Silizium erreicht werden. In beiden Fällen erweist sich der angereicherte Austenit als sehr stabil gegen Abschrecken auf Raumtemperatur, so dass erhebliche Mengen an Restaustenit zurückbleiben können, die die mechanischen Eigenschaften der Legierung wesentlich beeinflussen.

## Einfluss der Legierungselemente auf die Bainitbildung
Die Abschätzung des Einflusses der Legierungselemente auf die Bainitbildung ist relativ komplex, da sich die Kinetik der auftretenden Reaktionen oft nicht proportional zu den Anteilen an Legierungszusätzen ändert. Erschwerend kommt hinzu, dass sich die Elemente in ihrer Wirkung gegenseitig beeinflussen. Legierungskomponenten, die mit den Eisenphasen einen Substitutionsmischkristall bilden, beeinflussen die bainitische Umwandlung nur indirekt, da in diesem Temperaturbereich der Bainitbildung keine Substitutionsatomdiffusion auftritt. So kann die Wachstumskinetik des Bainits durch eine Beeinflussung der Diffusionsrate des Kohlenstoffs durch das Legierungselement verändert werden. Qualitativ betrachtet senken die Elemente Mangan, Nickel, Chrom und Silizium die Bainitstarttemperatur ab und verlängern die Umwandlungszeit. Die Elemente Chrom, Molybdän, Vanadium und Wolfram führen im ZTU-Diagramm zu einer Trennung des Perlitbereichs vom Bainitbereich und zur Bildung eines umwandlungsträgen Bereichs.
- Kohlenstoff ist der wesentliche Einflussfaktor bezüglich der Morphologie des Bainits. Bei steigendem Kohlenstoffgehalt kommt das Breitenwachstum der Bainitnadeln wegen der erschwerten Kohlenstoffdiffusion früher zum Erliegen. Entsprechend werden die Bainitnadeln dünner und zahlreicher. Ein steigender Kohlenstoffgehalt fördert außerdem die Carbidbildung sowohl aus dem Ferrit (beim unteren Bainit) als auch aus dem Austenit (beim oberen Bainit). Mit steigendem Kohlenstoffgehalt wird die Inkubationszeit verlängert und die Bainit-Starttemperatur (Bs) abgesenkt.

- Durch Zugabe von Chrom wird ebenfalls die Inkubationszeit verlängert und Bs abgesenkt. Die Steigerung der Austenitbeständigkeit kann so weit führen, dass in bestimmten Temperaturbereichen über lange Zeiten keine Umwandlung mehr stattfindet und ein umwandlungsträger Bereich auftritt.

- Silizium hebt die AC1- und die AC3-Temperatur des metastabilen Fe-Fe3C-Diagramms an und verschiebt die eutektoide Konzentration zu geringeren Kohlenstoffgehalten. Die Kinetik der Perlit- und der Bainitbildung wird durch Silizium nur unwesentlich beeinflusst.[40] Silizium ist in Zementit praktisch unlöslich.

- Mangan erhöht stark die Austenitstabilität sowohl in der Perlit als auch in der Bainitstufe,[41] was in Manganstählen zu hohen Restaustenitgehalten führen kann und die Umwandlungszeiten in der Bainitstufe relativ lang werden lässt. Dadurch wird, auch für die bainitische Umwandlung, die Durchvergütbarkeit verbessert. Mangan ist im Zementit löslich und bildet mit Kohlenstoff Mn3C mit einer zum Zementit isomorphen Struktur.

- Ein Zusatz von Nickel führt wie Chrom oder Mangan zu einer Erniedrigung von BS. Bei hohen Nickelgehalten schnürt sich der Bereich der vollständigen bainitischen Umwandlung stark ein, beispielsweise auf den Temperaturbereich bis 10 °C über der Martensitstarttemperatur bei Zugabe von 4 % Nickel.[42]

- Molybdän erhöht die AC3-Temperatur, ohne die AC1-Temperatur zu beeinflussen. Es verzögert vor allem die voreutektoide Ferritausscheidung und die Perlitbildung.[43] Das erleichtert bei großen Bauteilen das Abkühlen auf die Temperaturen der bainitischen Umwandlung ohne Vorausscheidung von Ferrit oder Perlit.

- Die Ferrit- und die Perlitbildung werden ebenfalls durch Bor stark verzögert. Der Perlitbereich verschiebt sich zu längeren Umwandlungszeiten, während die Bainitbildung unbeeinflusst bleibt. Vor allem bei der kontinuierlichen Umwandlung können so rein bainitische Gefüge erzeugt werden. Dabei ist es wichtig, dass vorhandener Stickstoff durch Aluminium oder Titan gebunden wird, da die sonst entstehenden Bornitride eine Versprödung verursachen.

## Die bainitische Umwandlung in Siliziumstählen

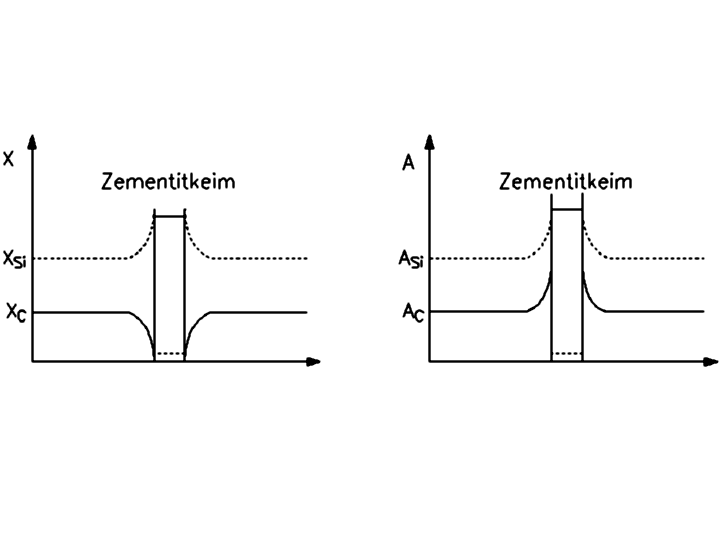
Bild 16: Verlauf der Si- und C-Konzentrationen X (linkes Teilbild) sowie der Si- und C-Aktivitäten A (rechtes Teilbild) bei der Keimbildung von Zementit

Bei siliziumhaltigen Stählen ergeben sich, im Vergleich zu den schon beschriebenen Mechanismen der bainitischen Umwandlung in siliziumfreien Stählen, einige Besonderheiten, da Silizium die Bildung von Zementit unterdrückt. Da die Carbidbildung Voraussetzung für eine vollständige bainitische Umwandlung ist, kommt es in Siliziumstählen zu unvollständigen Umwandlungen mit hohen Restaustenitgehalten. Untersuchungen an Siliziumstählen können wichtige Hinweise für die Aufklärung der Bildung des bainitischen Ferrits liefern, da die Umwandlungsprodukte nicht durch eine nachfolgende Carbidbildung verändert werden.
Silizium ist in Zementit praktisch unlöslich. Das Wachstum eines Zementitkeimes setzt also die Abdiffusion von Silizium voraus, die bei den Umwandlungstemperaturen der Bainitbildung nur sehr langsam erfolgen kann. Um den Zementitkeim baut sich ein Siliziumgradient auf, der lokal die Aktivität des Kohlenstoffs stark erhöht (vgl. Bild 16). Dadurch wird der Kohlenstoffzufluss zum Zementitkeim reduziert, so dass der Keim nicht weiter wachsen kann.
Die Umwandlung im Bereich des oberen Bainits läuft in Siliziumstählen wegen der erschwerten Carbidbildung in zwei Phasen ab. In der ersten Phase entsteht bainitischer Ferrit mit relativ hoher Bildungsgeschwindigkeit, wobei der umgebende Austenit stark mit Kohlenstoff angereichert wird. In der zweiten Phase, die in Siliziumstählen erst nach sehr langen Zeiten einsetzt, bilden sich dann Carbide aus diesem angereicherten Austenit. Durch die Absenkung des Kohlenstoffgehaltes im Austenit kann die Ferritbildung weiterlaufen, und es bildet sich Sekundärferrit durch seitliches Wachsen der vorhandenen Ferritnadeln. Im Bereich des unteren Bainits scheiden sich schon nach kurzen Umwandlungszeiten ε-Carbide innerhalb des Ferrits aus, da Silizium die ε-Carbidbildung wenig beeinflusst. Lediglich die Umwandlung des ε-Carbids in Zementit wird durch das vorhandene Silizium unterdrückt. Durch die vorhandene Carbidbildung weist der untere Bainit geringere Restaustenitmengen als der obere Bainit auf. Die gefundenen Carbide können nicht als Zementit identifiziert werden, da sie erhebliche Mengen an Silizium enthalten. Auch Röhrig und Dorazil berichten vom Auftreten von Silicocarbiden nach längerer Umwandlung im Temperaturbereich des oberen Bainits.
Bei höherem Siliziumgehalt und Umwandlungstemperaturen zwischen 350 °C und 400 °C können große Restaustenitbereiche entstehen, die nur wenig mit Kohlenstoff angereichert sind, und sich negativ auf die mechanischen Eigenschaften der Legierung auswirken. Im Austenit, der zwischen wachsenden Ferritnadeln eingeschlossen ist, finden sich Verformungszwillinge, die auf den lokal hohen Kohlenstoffgehalt des Austenits zwischen den Ferritnadeln deuten.

## Phänomen der unvollständigen Umwandlung
Man beobachtet, dass die bainitische Umwandlung bei Annäherung an BS immer unvollständiger verläuft, bis sie bei BS zum Erliegen kommt. Nach einiger Zeit, in der nichts geschieht, setzt Perlitbildung ein. Wird nun durch Zugabe von Legierungselementen der Temperaturbereich der Perlitbildung zu höheren oder der Bainitbildung zu tieferen Temperaturen verschoben, so entsteht ein Temperaturbereich, in dem Umwandlungen, wenn überhaupt, erst nach sehr langen Zeiten ablaufen. Man erklärt dieses Phänomen mit der unterdrückten Carbidbildung bei höheren Temperaturen. Der Austenit reichert sich schnell mit Kohlenstoff an, so dass die Umwandlung schon nach kurzer Zeit zum Stillstand kommt.
Auch an dem Phänomen der unvollständigen Umwandlung entzündet sich die Kontroverse um den Mechanismus der Bainitbildung. Bradley und Aaronson führen den umwandlungsträgen Bereich auf einen „Solute Drag Like Effect“ (SDLE) zurück. Dieses Modell geht davon aus, dass Substitutionsatome im Temperaturbereich der Bainitbildung nicht frei durch das Atomgitter diffundieren können, sich aber in der bewegten Phasengrenzfläche anreichern. Handelt es sich dabei um Elemente, die die Kohlenstoffaktivität erniedrigen, so sinkt die treibende Kraft für die Abdiffusion des Kohlenstoffs aus dem Ferrit in den Austenit. Dieser Effekt erniedrigt die Umwandlungsgeschwindigkeit und kann im Extremfall die sich während der Umwandlung bewegende Phasengrenzfläche schon nach kurzer Zeit, durch Bildung von Carbiden innerhalb dieser Grenzfläche, zum Stillstand bringen. In einer direkten Stellungnahme widersprechen Bhadeshia und Edmonds, da es Beispiele für Legierungselemente gibt, die die Kohlenstoffaktivität erniedrigen, aber keinen umwandlungsträgen Bereich verursachen. Ferner lässt sich mit dem SDLE nur der umwandlungsträge Bereich zwischen Bainit und Perlit erklären, nicht aber der zweite umwandlungsträge Bereich, der zwischen unterem Bainit und oberem Bainit gefunden wurde.

## Mechanische Eigenschaften bainitischer Eisenbasislegierungen

### Verfestigungsmechanismen
Die wichtigsten im bainitischen Gefüge auftretenden Verfestigungsmechanismen sind die Korngrenzenverfestigung, die Versetzungsverfestigung, die Mischkristallverfestigung und die Dispersionsverfestigung.
Bei der Korngrenzenverfestigung stellt sich die Frage, wie eine Korngröße im bainitischen Gefüge zu definieren ist. Eine Möglichkeit ist die ehemalige Austenitkorngröße, die indirekt die Länge der Bainitnadeln und die Größe der Pakete bestimmt, die sich aus mehreren Nadeln zusammensetzen. Edmonds und Cochrane finden für die Austenitkorngröße keine Beziehung zu den Festigkeitseigenschaften, während sie für die Paketgröße die Beziehung
{\displaystyle \sigma _{\text{Latten}}\propto l^{-1}}
finden.
Man definiert die Breite der einzelnen Bainitnadeln als Korngröße und bestimmt
{\displaystyle \sigma _{\mathrm {Kg} }=\alpha _{3}\cdot d^{-{\frac {1}{2}}}}
die der Hall-Petch-Beziehung entspricht. Da die Ferritnadeln mit sinkender Umwandlungstemperatur kleiner und zahlreicher werden, kann der beobachtete Festigkeitsanstieg begründet werden.
Je nach Umwandlungstemperatur liegen im bainitischen Ferrit hohe Versetzungsdichten von 109 bis 1010 cm−2 vor. Die Versetzungsdichte nimmt wegen der abnehmenden Einformung des Ferrits bei steigenden Umwandlungstemperaturen ab. Sie ist umso höher, je mehr Carbide vorhanden sind.
Nur ein Teil dieser Versetzungen nehmen als Gleitversetzungen an der plastischen Verformung teil. Ihre Bewegung durch das Metallgitter wird durch die räumliche Struktur der nichtgleitfähigen Versetzungen, die gelösten Fremdatome, die Carbide sowie durch Korn- und Phasengrenzen behindert. Der Anteil der Versetzungsverfestigung lässt sich quantitativ durch
{\displaystyle \sigma _{\text{vers}}=\alpha _{1}\cdot G\cdot b\cdot {\sqrt {\rho }}}
abschätzen. α1 ist dabei eine Konstante, {\displaystyle G} der Schubmodul, {\displaystyle b} der Betrag des Burgersvektors und ρ die Gesamtversetzungsdichte.
Die Wechselwirkung zwischen Gleitversetzungen und in den jeweiligen Gleitebenen liegenden Interstitions- oder Substitutionsatomen führen zu einem Spannungsanteil
{\displaystyle \sigma _{MK}=\alpha _{2}\cdot G\cdot C^{M}}
wobei α2 und {\displaystyle M} Konstanten sind und {\displaystyle C} die Fremdatomkonzentration. Der im bainitischen Ferrit gelöste Kohlenstoff wächst mit sinkender Umwandlungstemperatur an, was zu zunehmender Mischkristallverfestigung führt.
Die Carbide im oberen Bainit beeinflussen die Festigkeitseigenschaften nur dahingehend, dass sie die Rissbildung und -ausbreitung begünstigen. Mit den Gleitversetzungen treten sie nicht in Wechselwirkung, da sie an den Ferritnadelgrenzen liegen. Im unteren Bainit verursachen die im Ferrit gebildeten Carbide eine Ausscheidungsverfestigung, die den Spannungsanteil
{\displaystyle \sigma _{K}=A\cdot n_{e}\ln \left({\frac {B}{n}}_{e}\right)}
liefert. Dabei ist ne die Anzahl an Carbidteilchen pro mm2 und {\displaystyle A}, {\displaystyle B} Konstanten.
Zur Bestimmung der Festigkeitseigenschaften von Gemischen verschiedener Phasen wird die Mischungsregel
{\displaystyle \sigma =\sum _{i=1}^{N}{V_{i}\sigma _{i}}}
vorgeschlagen. Dabei stellt Vi den Volumenanteil des Gefüges i und σi den Festigkeitskennwert dar. Diese Abschätzung hat sich für die Mischung von oberem Bainit und Martensit als geeignet erwiesen. Bei der Mischung von unterem Bainit mit Martensit treten jedoch größere Ungenauigkeiten auf. Die Mischung von Bainit mit Restaustenit lässt sich nach dieser Formel beurteilen, solange der Restaustenit nicht in Martensit umwandelt.

### Einfluss des Restaustenits auf die mechanischen Eigenschaften
Man stellt fest, dass sich die Restaustenitmenge und -morphologie aufgrund der hohen Duktilität und Umwandlungsfähigkeit des Restaustenits stark auf die Zähigkeitseigenschaften von unterschiedlich hoch siliziumhaltigen Stählen auswirkt. Bei der Verformung von Zuständen mit höherer Kohlenstoffkonzentration wandelt der Restaustenit in Martensit um, während bei der Verformung von Zuständen mit niedrigerem Kohlenstoffgehalt Zwillingsbildung im Austenit beobachtet wird. Die Restaustenitmenge, bei der die größte Bruchdehnung auftritt, wird mit 33 bis 37 Vol.-% angegeben. Proben mit höherem Restaustenitgehalt (bis zu 50 Vol.-%) weisen wieder schlechtere Zähigkeitseigenschaften auf. Der Grund für dieses Verhalten liegt in der Morphologie des Restaustenits. Bei geringeren Restaustenitgehalten liegt der Restaustenit filmartig zwischen den Ferritnadeln und wirkt als Gleitfilm zwischen den härteren Ferritaggregaten, wodurch die Verformbarkeit des Gefüges verbessert wird. Der Beitrag des Restaustenits an der gesamten Verformung ist wegen der dehnungsinduzierten Martensitbildung sehr hoch, so dass eine Vergrößerung der Restaustenitmenge einer Verbesserung der Bruchdehnung gleichkommt. Bei höheren Restaustenitmengen ordnet sich der Restaustenit blockförmig an und sein Verformungsmechanismus wechselt von der dehnungsinduzierten Martensitbildung zur Verformung durch Zwillingsbildung. Da bei weiter steigendem Restaustenitgehalt der blockförmig angeordnete Anteil des Restaustenits steigt, führt dies ab einer Restaustenitmenge von 37 Vol.-% wieder zu sinkenden Bruchdehnungen. Dieser Zusammenhang ist auch für den mit steigender Umwandlungstemperatur sinkenden KIC-Wert verantwortlich.

### Verformungs- und Festigkeitsverhalten
Die isotherme Bainitumwandlung bietet eine Reihe von Vorteilen. Im Gebiet des unteren Bainits werden neben hohen Festigkeiten sehr gute Zähigkeitseigenschaften erreicht, wie es sich für Stähle mit einem Kohlenstoffgehalt von 0,1 bis 1 % zeigt. Dabei wurde der Chromgehalt von 0 bis 1 % und der Siliziumgehalt von 0,1 bis 0,6 % variiert. Bei Umwandlungstemperaturen von 400 bis 600 °C wurde ein Streckgrenzenverhältnis von 0,6 bis 0,8 ermittelt. Für Zugfestigkeiten über 850 N/mm2 zeigten die in der Bainitstufe umgewandelten Stähle eine überlegene Duktilität gegenüber normal vergüteten Stählen. Diese sehr guten mechanischen Eigenschaften des Bainits bleiben bis zu tiefsten Temperaturen erhalten. Ferner sind die Bruchdehnung, Brucheinschnürung und Kerbschlagzähigkeit höher als bei vergleichbarer Festigkeit nach normaler Vergütung. Auch die Zeitstandfestigkeit, Dauerschwingfestigkeit und Zeitschwingfestigkeit werden durch dieses Wärmebehandlungsverfahren günstig beeinflusst.
Der Übergang von unterem zu oberem Bainit bewirkt einen Sprung in der Übergangstemperatur der Schlagzähigkeit. Oberer Bainit zeigt dabei die höheren Übergangstemperaturen, was auf die unterschiedliche Carbidstruktur zurückzuführen ist. Die Facettengröße der Spaltbruchflächen stimmt mit der Größe der Bainitkolonien überein. Eventuell anwesender Martensit führt dabei zu einer Verkleinerung der Facettengröße.
Mitunter zeigen bainitische Stähle eine recht geringe Streckgrenze. Schaaber macht dafür eine nur unvollständig durchgeführte Umwandlung verantwortlich. Nach seinen Untersuchungen erreicht die Streckgrenze nur dann ihr Maximum, wenn ein möglichst hoher Umwandlungsgrad erreicht wird. Neben der Streckgrenze reagiert die Dauerfestigkeit besonders empfindlich auf eine unvollständige Umwandlung.
Werkstoffe mit bainitischen Gefügezuständen werden erfolgreich für Ventil- und Tellerfedern eingesetzt, da die bainitischen Gefüge Vorteile in der Dauerfestigkeit und Zeitfestigkeit dieser Bauteile bringen. Man kann zeigen, dass die Dauerfestigkeit bainitisch umgewandelter Proben über der von vergüteten Proben mit vergleichbarer Zugfestigkeit liegt. Es ist dabei auf eine möglichst vollständige bainitische Umwandlung zu achten. Dabei zeichnet sich das bainitische Gefüge dadurch aus, dass es durch innere oder äußere Kerben sowie von Rissen erzeugte Spannungsspitzen wirksam abbauen kann.
Die Umwandlung in der Bainitstufe ist aber nicht nur aufgrund der guten mechanischen Eigenschaften interessant, sondern auch unter dem Aspekt einer verzugsarmen und praktisch härterissfreien Wärmebehandlung. Infolge der relativ hohen Umwandlungstemperaturen sind sowohl die Abschreck- als auch die Umwandlungsspannungen sehr viel geringer als bei der üblichen Härtung. Zudem ist die Umwandlung in der Bainitstufe mit erheblich kleineren Volumenänderungen verbunden als die martensitische Umwandlung.

### Zyklisches Verformungsverhalten bei Raumtemperatur
Bei der zyklischen Beanspruchung von Stählen kann man nach Macherauch vier Ermüdungsstadien unterscheiden: Das elastisch-plastische Wechselverformungsstadium, das Mikrorissbildungsstadium, das Stadium der stabilen Rissausbreitung und schließlich den Ermüdungsbruch. Bei gehärteten Stählen überwiegt das Wechselverformungsstadium und Mikrorissbildung tritt erst kurz vor dem Ermüdungsbruch auf. Bei normalisierten oder vergüteten und dabei hoch angelassenen Stählen kann die stabile Rissausbreitung je nach Beanspruchungshöhe einen erheblichen Teil der Lebensdauer umfassen.

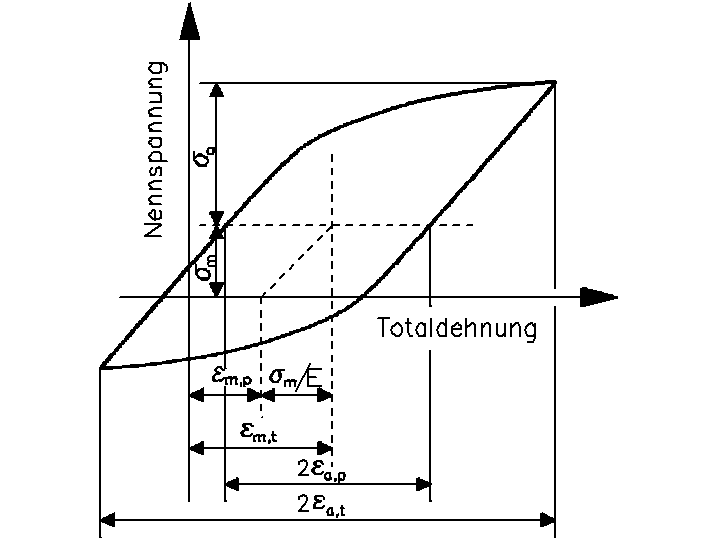
Bild 17: Nennspannungs-Totaldehnungs-Hysteresisschleife mit den Kenngrößen der Wechselverformung

Bei elastisch-plastischer Wechselverformung liefert der Spannungs-Totaldehnungs-Zusammenhang Hysteresisschleifen, denen bei hinreichend stabilisiertem Werkstoffverhalten nach Bild 17 verschiedene Kenngrößen entnommen werden können. Bei spannungskontrollierter Versuchsführung lassen sich die Totaldehnungsamplitude εa,t und die plastischen Dehnungsamplituden εa,p als Funktion der Lastspielzahl N bestimmen. Zyklische Verfestigung (Entfestigung) ist dabei mit einer Abnahme (Zunahme) von εa,p und damit auch von εa,t verbunden. Bei totaldehnungskontrollierter Versuchsführung stellen sich dagegen die Spannungsamplituden σa und die plastischen Dehnungsamplituden εa,p als abhängige Größen ein. Eine zyklische Verfestigung (Entfestigung) ist dabei mit einer Zunahme (Abnahme) von σa und einer Abnahme (Zunahme) von εa,p verknüpft. Werden die abhängigen Größen bei gegebener Beanspruchungsamplitude als Funktion des Logarithmus der Lastspielzahl aufgetragen, so ergeben sich sogenannte Wechselverformungskurven. Entnimmt man diesen zugehörige Wertepaare von σa und εa,p bzw. εa,t und trägt diese gegeneinander auf, so erhält man die zyklische Spannungs-Dehnungs-Kurve. Dieser können wie einer Spannungs-Dehnungs-Kurve des Zugversuchs zyklische Streck- und Dehngrenzwerte entnommen werden.
Die Wechselverformungskurven erlauben Rückschlüsse auf das Werkstoffverhalten während der zyklischen Beanspruchung. Normalisierte Stähle zeigen meist nach einer quasi-elastischen Inkubationszeit ein Lastspielzahlintervall starker Wechselentfestigung, an das sich ein Lebensdauerbereich mit Wechselverfestigung anschließt. Die beobachtete Wechselentfestigung ist auf das Auftreten von Dehnungsinhomogenitäten zurückzuführen, die als Ermüdungslüdersbänder über die Messstrecke laufen.
Auch vergütete Stähle zeigen nach einer Inkubationszeit eine starke Wechselentfestigung, die bis zur Anrissbildung anhält. Mit steigender Spannungsamplitude sinkt dabei sowohl die Inkubationszeit als auch die Lebensdauer ab. Da wegen der vorhandenen sehr hohen Versetzungsdichte eine Neubildung von Versetzungen unwahrscheinlich ist, müssen die auftretenden plastischen Verformungen durch Umordnung der vorhandenen Versetzungsstruktur erzeugt werden. Bei gehärteten Werkstoffzuständen bieten sich für die Versetzungen verstärkt Möglichkeiten zur elastischen Wechselwirkung mit den in erhöhter Nichtgleichgewichtskonzentration gelösten Kohlenstoffatomen, was zu einer Wechselverfestigung führt. Da durch Anlassen der Anteil des gelösten Kohlenstoffs geringer wird, reduzieren sich die Wechselwirkungsmöglichkeiten der Versetzungen mit den Kohlenstoffatomen und Umbildungen der Versetzungsstruktur führen zu Wechselentfestigungen.
Für die stabile Rissausbreitung sind die zyklischen plastischen Deformationen an der Rissspitze maßgeblich. Die Rissausbreitung wird durch die Schwingbreite der Spannungsintensität ΔK bestimmt. Der Risslängenzuwachs pro Lastwechsel wird durch
{\displaystyle {\frac {da}{dN}}=c(\Delta K)^{n}}
beschrieben, wobei c und n Konstanten sind. Bei doppelt logarithmischer Auftragung von da/dN über ΔK ergibt sich ein linearer Zusammenhang. Unterhalb eines Schwellwertes von ΔK tritt kein Risswachstum mehr auf. Bei sehr hohen ΔK-Werten führt instabile Rissausbreitung zum Bruch.